# Råcksta
Råcksta est un quartier de la banlieue ouest de Stockholm, situé dans le district de Hässelby-Vällingby à une douzaine de kilomètres du centre de la capitale suédoise. En 2011, la population de Råcksta s'élevait à 6 484 habitants.

## Histoire
Le nom Råcksta est connu depuis 1351, d'abord sous la forme Ruxta puis en 1409 sous la forme Roghsta. Selon toute vraisemblance, il s'agit de la juxtaposition des mots råg (seigle) et sta (lieu).
Reliée au centre de Stockholm par la ligne verte du métro, la banlieue de Råcksta voit le jour dans les années 1950 en même temps que sa voisine Vällingby. Cinq plans d'urbanisme sont proposés en 1950 et 1951, entre autres par les architectes Carl-Fredrik Ahlberg, Göran Sidenbladh et Hans Uddenberg, sous la direction du directeur de l'urbanisme Sven Markelius.
La société Vattenfall établit presque immédiatement son siège à Råcksta. Les travaux de construction du site, conçu par l'architecte Sven Danielson, commencent en 1958 et s'achèvent en 1964. À proximité des immeubles modernes, on retrouve le manoir de Råcksta, un bâtiment érigé dans les années 1720 et qui a appartenu dans le passé au « roi du snus » Knut Ljunglöf. Le manoir est aujourd'hui utilisé comme lieu de réception par Vattenfall. Le groupe énergétique prévoit toutefois de fermer le site d'ici 2013. Un projet d'urbanisme baptisé Vällingby parkstad a été initié afin de transformer le quartier en une zone réunissant logements, emplois et commerces.

## Råcksta aujourd'hui
En raison de la proximité du centre commercial Vällingby Centrum, Råcksta ne compte que quelques commerces. Dans l'ouest du quartier, on trouve une série de petites entreprises, de bureaux et de concessionnaires automobiles, ainsi que le dépôt du métro. Pour le reste, les constructions sont essentiellement des logements locatifs, des maisons mitoyennes et des pavillons, répartis au sein d'un environnement verdoyant. 
Au niveau de la rue Grimstagatan, on trouve l'étang de Råcksta. Il s'agit d'un petit lac peu profond, qui était autrefois relié au lac Mälaren, et qui constitue un écosystème riche en oiseaux, batraciens et autres poissons. L'eau y est pourtant passablement contaminée, avec des niveaux élevés de cuivre, de PCB, mais aussi de phosphore.
Le cimetière de Råcksta, avec sa chapelle et son crématorium, est inauguré en 1964. On doit les bâtiments à l'architecte Klas Fåhraeus tandis que le cimetière a été aménagé par le paysagiste Gunnar Martinsson. Exclusivement réservé aux urnes funéraires, il couvre 17 hectares, ce qui représente une place suffisante pour environ 30 000 urnes. 

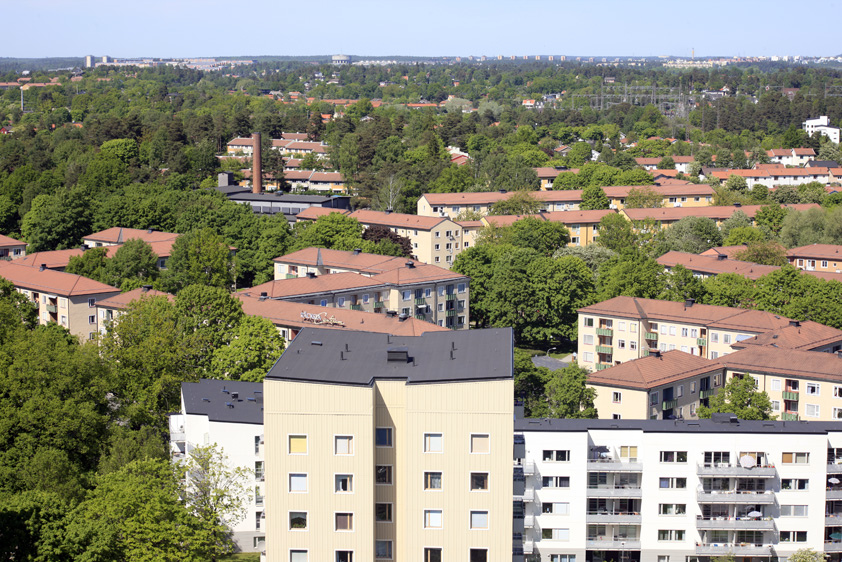
Vue aérienne de Råcksta.
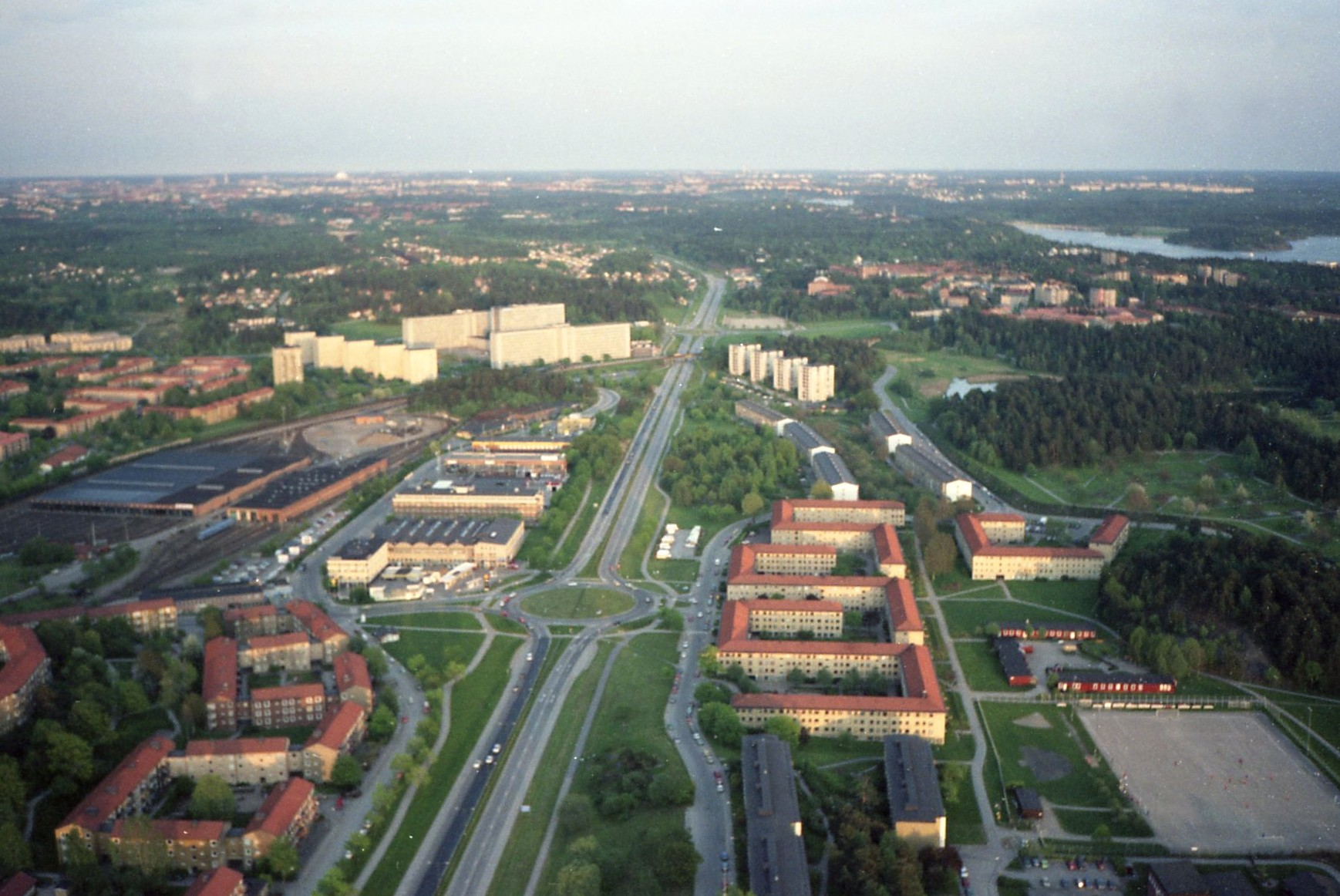
La voie rapide Bergslagsvägen sépare les quartiers de Grimsta (à droite) et Råcksta (à gauche).
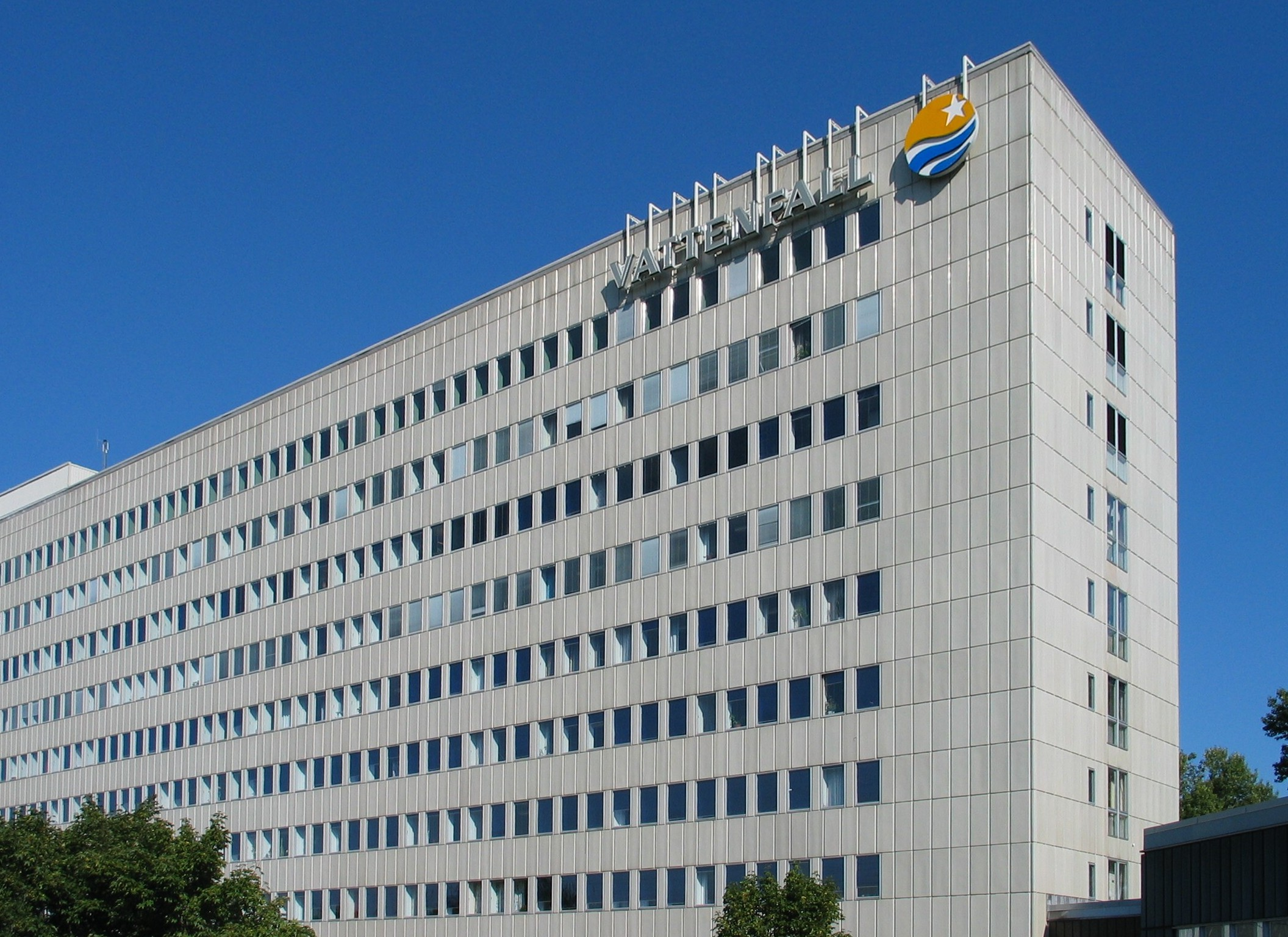
Le siège de la compagnie Vattenfall à Råcksta.

## Station de métro
La station Råcksta est située sur la ligne verte du métro de Stockholm, entre les stations Blackeberg et Vällingby. La distance depuis la station Slussen est de 14,8 kilomètres. C'est une station de plein air constituée d'une plateforme unique et dont l'entrée se trouve rue Jämtlandsgatan. Elle a ouvert ses portes le 26 octobre 1952, jour de l'inauguration du tronçon Hötorget-Vällingby.

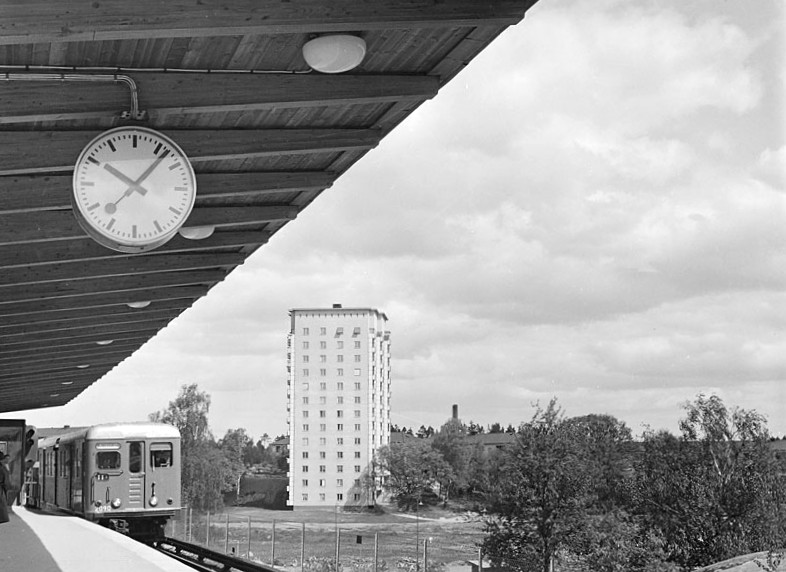
La station en 1955.
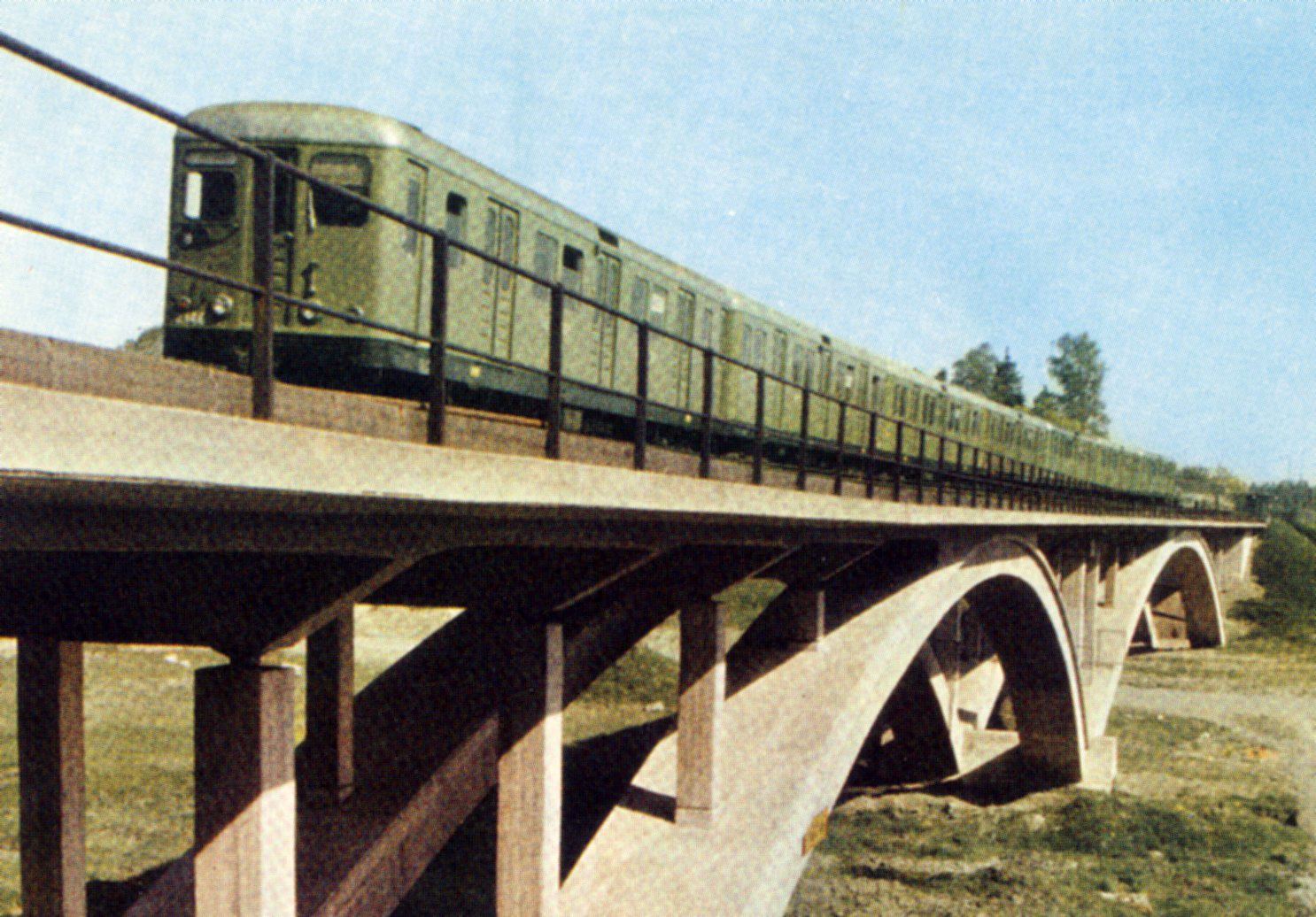
Le viaduct, vers 1960.
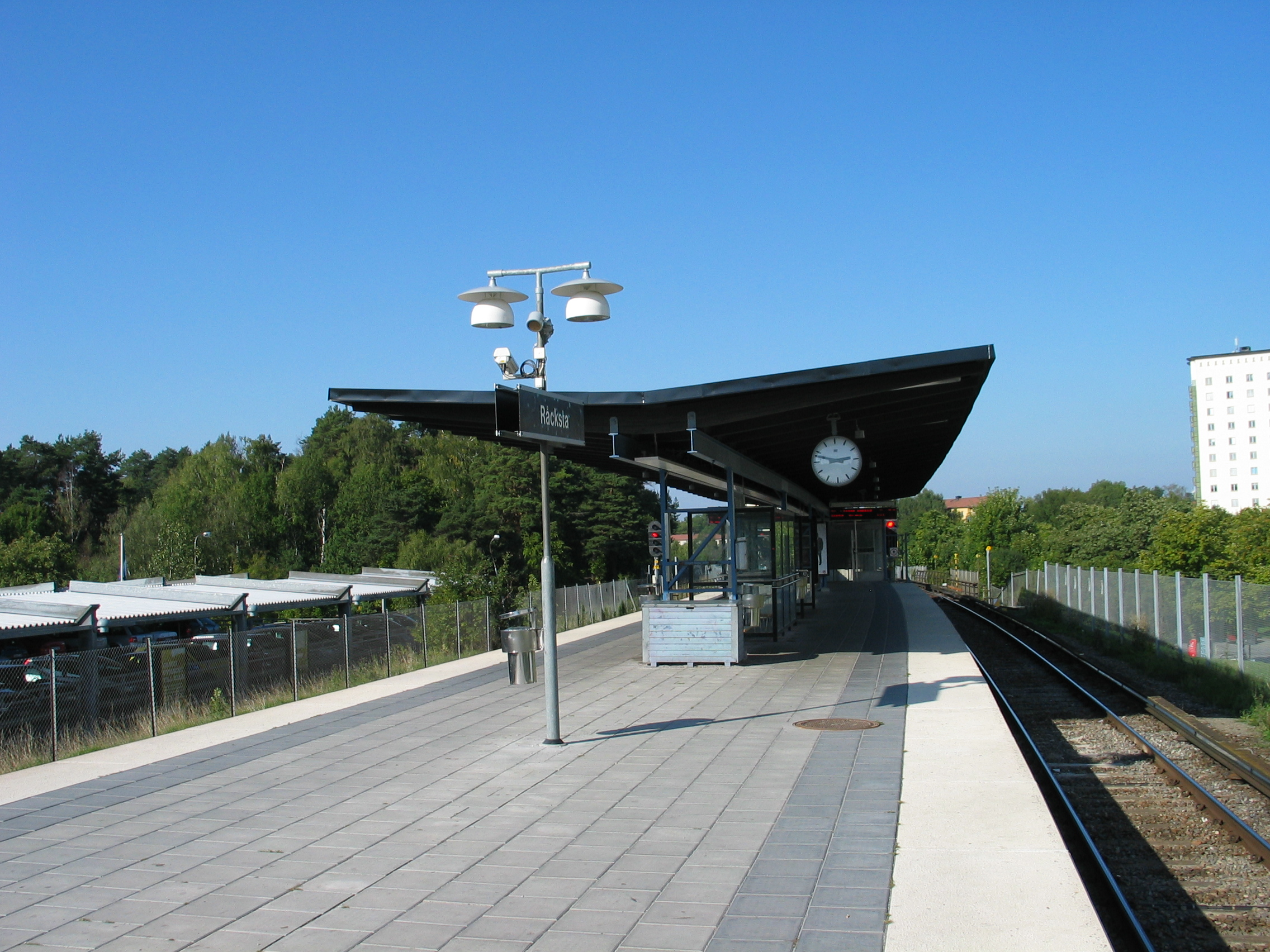
Les quais en septembre 2006.
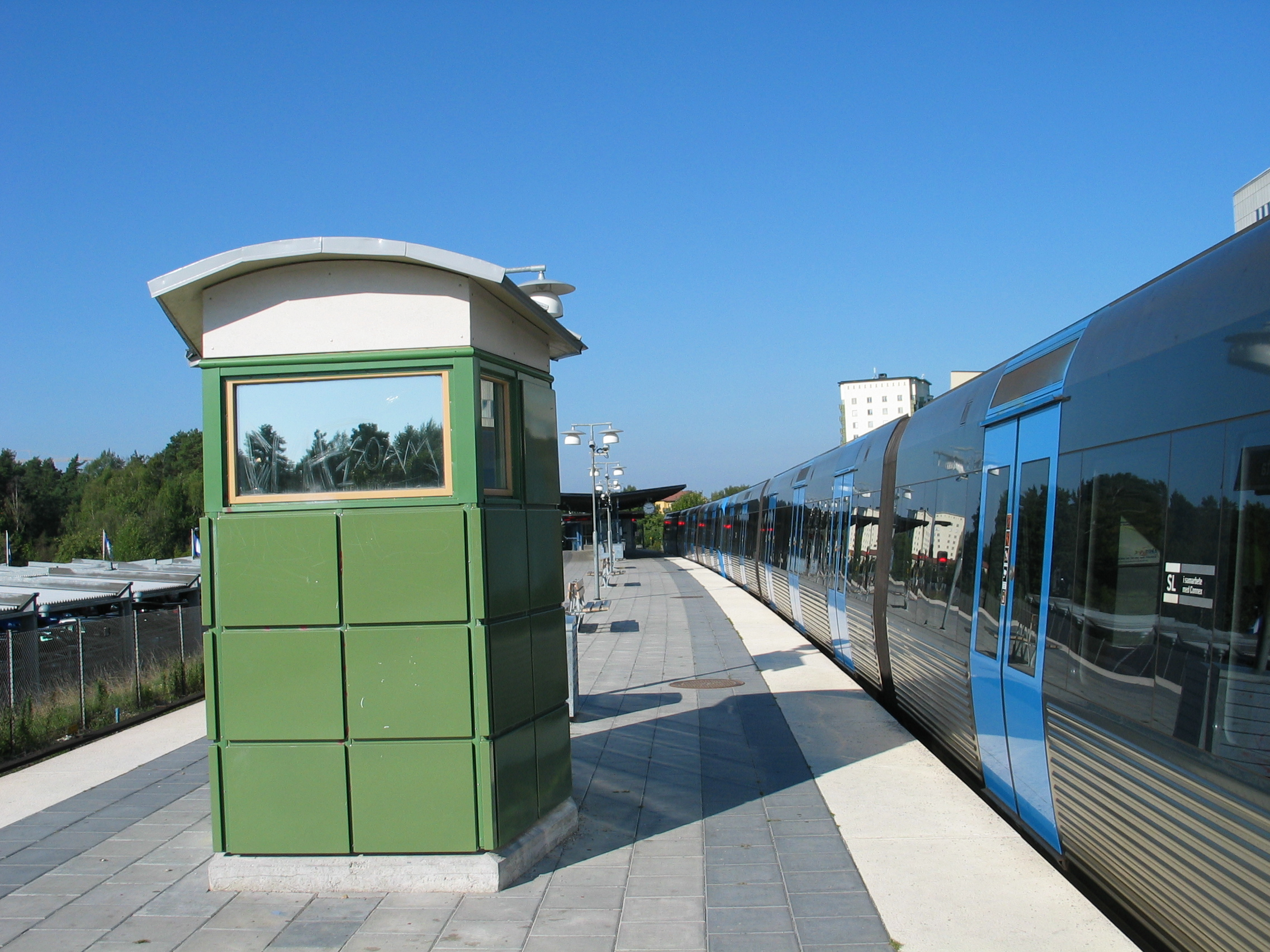
Les quais en septembre 2006.